# 嘉定三屠
嘉定三屠，是1645年清軍在李成栋的帶領下对嘉定居民開展的大屠杀。

## 背景
顺治二年（南明弘光元年）六月，清攝政王多尔衮向江南清軍統帥多鐸下達指令，「各处文武军民，尽令剃发，傥有不从，以军法从事」。此時清軍部署於南京、杭州及大運河沿岸地區，蘇州以東的崑山、嘉定、太倉、松江並無清軍進駐，明軍不時反撲。
多鐸派降將李成栋攻取吴淞江守御千户所（位於嘉定以東臨海處），李成栋率軍2000餘人，乘船百餘艘，經蘇州等地向吳淞進發。吳淞總兵吳志葵則率軍前往松江，準備反攻蘇州。閏六月初七日，李成栋軍先頭部隊抵達嘉定以東的新涇鎮，隨即大肆擄掠。次日，李成栋軍將船隻留置於嘉定東關，主力經陸路抵達吳淞，吳淞千戶所明朝守軍大多投降，唯獨坐營游擊吴之藩投奔崇明明軍。閏六月十二日，剃髮令由蘇州傳至嘉定，頓時人心激憤，吳志葵派使者聯絡嘉定。嘉定附近的鄉兵逐漸集合，燒毀李成栋軍船隻。閏六月十七日，明都察院观政黄淳耀及弟黃渊耀，与前左通政侯峒曾及子侯演、侯洁，上海举人张锡眉，国子生朱长，秀才马元调、龚用圆等倡议守城，他們組織鄉兵和百姓分片巡守，但缺乏武器和作戰經驗。李成栋不敢貿然進攻嘉定，於閏六月二十四日派其弟率騎兵數十人求援，途中遭鄉兵夾擊求援失敗，李成栋弟被殺。
閏六月二十五日，吳志葵派遣游擊蔡喬率不足300人的弱兵支援嘉定。蔡喬部剛在嘉定城南關外扎營，就遭到李成棟軍襲擊殆盡。閏六月二十九日，嘉定鄉兵與李成棟軍在婁塘鎮交戰，鄉兵大敗。李成棟軍乘勢追擊，控制嘉定城外圍地區。七月初三日，張天福率清軍從太仓支援李成棟，清軍隨即大舉攻城，先用火炮攻擊城墻沒有效果，李成棟又下令從縣城東北角挖洞，「有死者即牵去，复用壮丁补之」，地洞挖開後，城中守軍用巨木封堵。

## 第一次屠城
七月初四日，守城士民缺乏武器，渐不能支，又逢大雨滂沱。清军搬來攻城雲梯，不久登上城墙，打开东关，纵兵大入。当日辰时，李成栋进入城中，下令屠城。

兵丁遂得肆其殺掠，家至戶到，雖小街僻巷，無不窮搜，甚至亂葦叢棘中，必用槍亂攪，知無人，然後已。
每遇一人，輒呼蠻子獻寶。其人悉取腰纏奉之，滿意，方釋去，遇他兵，脅取如前，所獻不多，輒斫一二刀，至物盡，則殺。故僵屍滿路，皆傷痕遍體，此屢斫使然，非一人所致也。初斫一刀，大呼都督爺饒命，至第二刀，其聲漸微，已後雖亂砍，寂然不動。刀聲砉砉然，達於遠邇。迄命之聲，嘈雜如市。
所殺不可數計，其懸梁者、投井者、斷肢者、血面者、被砍未死手足猶動者，狼藉路旁，彌望皆是，投河死者，亦不下數千百人。三日後，自西時至葛隆鎮，浮胔滿河，舟行無下篙處，白膏浮於水面，岔起數分。
婦女寢陋者，一見輒殺；大家閨秀，及民間婦有美色者，擄入民居，白晝當眾奸淫，恬不知愧。疁俗雅重婦節，其慘死者無數，然亂軍中姓氏不傳矣。

守軍指揮官左通政侯峒曾投水自杀，清军将其首级“梟示西門一日，復懸門左旗竿上”，其子侯演、侯洁被殺害，觀政黄淳耀和其弟黄渊耀自缢于西林庵，举人张锡眉、秀才龔用圓和其兄龔用廣皆投水自殺。是为嘉定第一屠。

## 第二次屠城
七月初六日，李成栋率軍离开。七月初十日，才有逃過一劫的倖存者進城，但見滿目蕭然，無不放聲痛哭。
七月二十三日，明軍朱瑛率五十名士兵至嘉定縣城，呼籲百姓守城，但無人肯應。之後朱瑛率部出西門，在護國寺給已薙髮者發免死牌，百姓爭相領取。民間傳聞明朝大軍即將到來，鄉兵在葛隆鎮、馬陸鎮等地聚集，遇到薙髮者便殺，無辜而死者不可勝數。嘉定附近民众更不愿薙髮。李成栋派部将徐貞甫等在嘉定境内四處掃蕩。

嘉定破，每兵一名，勒令紬衣五領，銅錫器五件。積貲鉅萬，以剃頭為名，日去行劫。割人手，食人心肝，以百計。雖遇親戚朋友，無所擇。里人見之，如羅剎夜叉。
其父鳴鹿，素長厚，每聞貞甫殺人，輒仰天大號：「我與孽畜，世為嘉定、吳淞人，安忍慘殺土著，皇天皇天，何以全不開眼。」貞甫怒，毒害彌甚，與朱香、曹壽、趙五、哈伯章等，分部殺掠。數十里內，草土朱殷。
是時城中無主，血肉狼藉，惟三四僧人，於被焚處，搬敗屋木，聚屍焚之，炊煙斷絕。

浦嶠率清軍抵達縣城，遭到民眾登城痛駡，回營後向李成栋說嘉定可能復叛，李成栋怒。七月二十四日，李成栋遣范國昌等率兵至葛隆鎮，被鄉兵擊敗。七月二十六日五更時分，清軍攻入葛隆鎮，「居人尚未起，肆行屠戮，流血沒踝。」隨後又殺掠外崗鎮。
是为嘉定第二屠。

## 第三次屠城
七月二十七日，浦嶠的兄弟浦嶂力勸李成栋再次屠城，率清軍佔領嘉定。

於是廩生宣衷恂，以留髮故，梟首東門；廩生婁復聞，嶂友也，於南門外被縛，尚呼嶂字曰：「浦君屏，我好友。倘釋我，當厚相報。」語未脫口，併其妻子及姊及外甥悉斬首，棄屍石岡墳側義塚中，婁氏之族俱絕。

遺民重足而立，嶂乃安意肆志，每日發兵入村落打糧，淫殺無度。鄉曲男女，悉用亂草蒙頭，伏於水中，以避其害，蓋數十里內無寧居者。
浦嶂大肆劫掠後返回太倉。是为嘉定第三屠。
明吳淞游擊吴之藩，在崇明見義陽王勢弱，便自己在江東集結各方明軍四千人、船百餘艘，八月二十六日反攻吳淞，但未能成功，最終被徐貞甫、馮嘉猷俘獲。九月四日，吴之藩與總兵吳志葵一同在南京被殺。吴之藩死後，「遠近始薙髮，稱大清順民矣。」

## 事件影響
经过李成栋的三次屠杀，嘉定的反清运动基本被平息。朱子素《嘉定乙酉纪事》稱：“是役也，城內外死者，約凡二萬餘人……以予目击冤酷，不忍无记，事非灼见，不敢增饰一语，间涉风闻，亦必寻访故旧，众口相符，然后笔之于简。后有吊古之士，哭冤魂于凄风惨月之下者，庶几得以考信也夫。”
李成栋从来不在意自己的旗号，只在意自己的军队、地盘、权力和利益。高杰及其部下李成栋、杨承祖等人原為陕北流寇，造反时就以燒殺劫掠为常事，被明朝招安后仍不改其性。弘光时期，高杰部曾大肆焚掠扬州一带，以至“城外僵尸遍野”。降清之后的李成栋三易其主，在嘉定、太倉、松江大肆屠殺，極盡兇殘，完全丧失廉耻之心。

## 後世紀念
在嘉定至今还能看到多处纪念侯峒曾和黄淳耀的遗迹。嘉定城西有侯黄桥，在方泰有两黄先生的墓地。
民国二十四年（1935）五月，嘉定全县教育人员暨学生集资建立“明忠节侯黄二先生纪念碑”，碑通高6.7米，为砖混结构。坐东朝西，有面向侯、黄两先生殉节处之意。方锥体，寓意正气冲天。底座平台周置铁柱锁链，用以围护。碑上正书“明忠节侯黄二先生纪念碑”十一个大字。阴刻《侯、黄两先生碑记》，记述了侯黄的抗清义举。
1962年嘉定县人民委员会又在侯峒曾父子殉节处（今城中路，清河路东北侧）立“叶池”石碑。同时于黄淳耀兄弟殉节处西林庵旧址（今上海大学嘉定校区内），立“陶庵留碧”纪念碑一座。

### 引用
1. ↑  白京. . 咬文嚼字. 2006年. “嘉定三屠”则是指因嘉定人民的抗清斗争，清军竟三次血洗嘉定的惨案。
2. ↑  廖江涛. . 沙洋师范高等专科学校学报. 2007年. “嘉定三屠”也可算作因剃发令引起的屠杀。
3. 1 2 3 4  王剛. . 南京大學研究生畢業論文. 2008年.
4. ↑  王夫之《永曆實錄》
5. ↑  《清史列传》卷八十《李成栋传》
6. 1 2 3 4  朱子素. .
7. ↑  顧炎武. .
8. ↑  姜一帆. . 百科知識. 2023, (6).
9. 1 2  嘉定博物馆. .   [2023-09-11]. （原始内容存档于2023-10-08）.